# Broadway Boogie-Woogie
Broadway Boogie-Woogie est le dernier tableau achevé de Piet Mondrian, peint à New-York en 1942 et 1943. Il mesure 127 × 127 cm (50 × 50 pouces). Il est conservé au MoMA de New York, grâce à un don de Maria Martins.

## Description et analyse
Fuyant Paris, Mondrian arriva à New York le 3 octobre 1940. Comme il l'avait fait à Paris, Mondrian blanchit ses ateliers à la chaux, avant de disposer sur les murs des rectangles et carrés de couleur, qu'il agençait comme des études de rythmes et de formes.
À New York, Mondrian retoucha certaines des toiles qu'il avait apportées de Paris (où il vivait depuis 1938) et entreprit ses dernières œuvres qui marquent de profondes transformations. Il s'agit de New York City I (1940-1942, Musée national d'Art moderne, Paris), New York City II (1941, Düsseldorf, Kunstsammlung Nordrhein-Westfalen), New York, New York (1941, inachevé. Collection particulière), Broadway Boogie-Woogie et Victory Boogie-Woogie (1942-1944, inachevé. La Haye, Gemeentemuseum).
Dans les années 1930, à Paris, puis à Londres, Mondrian avait évolué. Il existe une photographie, prise dans son atelier parisien vers octobre 1933, sur laquelle l'artiste pose en costume à côté de deux toiles récentes sur un chevalet, lesquelles préfigurent bien des changements à venir. En haut, Composition dans le losange avec quatre lignes jaunes (80 × 80 cm. La Haye, Gemeentemuseum) montre pour la première fois des lignes tracées dans une autre couleur que le noir. En dessous, Composition avec carré de couleur (La Haye, Gemeentemuseum) présente des lignes doublées.
À partir de 1935, la couleur rouge devint prépondérante dans ses œuvres, dans le même temps qu'il se mit à multiplier les lignes noires, accentuant l'importance de la grille. À New York, sans doute sous l'emprise de la ville, il procéda à un autre changement majeur : l'élimination du noir. New York City I est, par exemple, composé uniquement de lignes jaunes (majoritaires), bleues et rouges, qui s'entrecroisent avec un effet de tressage. New York City II montre un autre changement important : l'utilisation de rubans adhésifs colorés, lesquels facilitaient son travail. Il les plaçait et déplaçait jusqu'à obtenir le rythme qui lui plaisait.
On peut ajouter que, malgré l'abstraction radicale de ses tableaux, Mondrian avait toujours gardé un intérêt très vif pour les structures urbaines et pour la musique et la danse modernes (notamment, dans les années 1920, le charleston).
Tous ces traits se retrouvent dans Broadway Boogie-Woogie. Le tableau se compose d'une grille assez dense (mais irrégulière) de lignes jaunes, ponctuées de petits carrés rouges, bleus et gris, sur un fond blanc, donnant au tableau un rythme endiablé. Si certaines surfaces, créées par les intersections des lignes, sont laissées en blanc (comme dans tous les tableaux de Mondrian), certaines au contraire accueillent des rectangles dont la plupart sont composés de carrés ou de rectangles de diverses couleurs, conférant ainsi au tableau un aspect extraordinairement ludique et juvénile. Si Mondrian n'était pas mort peu après, tout indique que ce renouvellement se serait poursuivi, comme le prouve son dernier tableau inachevé, Victory Boogie-Woogie, qui va encore plus loin dans la fragmentation des lignes.
Alfred Barr, directeur du MoMA, écrit dans le dossier d'acquisition du tableau, en 1943 : « Même en Europe, Mondrian adorait la musique de danse américaine. Le thème et le rythme en staccato de la plus importante de ses œuvres récentes peut être considérée comme l'hommage le plus remarquable et le plus complexe du peintre, âgé de soixante-dix ans, aux évolutions récentes du swing. Les rectangles asymétriques de Broadway Boogie-Woogie correspondent à la mélodie syncopée du boogie-woogie, les petites lignes brisées faisant écho aux cascades d'accords brisés de la base rythmique ». On peut ajouter que, évidemment, le plan en damier de New York trouvait aussi un écho chez un artiste pour qui le motif de la grille avait toujours revêtu une grande importance.
Dans une étude plus récente, Harry Cooper donne un autre éclairage sur l'importance du boogie-woogie pour l'évolution de Mondrian à New York. Il écrit notamment que cette musique se distingue par la fusion entre la main gauche (l'harmonie) et la main droite (la mélodie) du pianiste. Selon Cooper, le boogie-woogie aurait ainsi guidé Mondrian sur la voie d'un changement considérable : à la dualité de ses peintures antérieures (que l'on trouve encore dans New York City I et II), auraient succédé, dans Broadway Boogie-Woogie et encore plus dans Victory Boogie-Woogie, une plus grande fluidité et ce que Cooper appelle une « polyrythmie ».
Mondrian entreprit Broadway Boogie-Woogie en juin 1942 et l'acheva dans les premières semaines de 1943. Le tableau fut exposé pour la première fois du 22 mars au 30 avril 1943 à la Valentine Gallery de New York, dans une exposition qui réunissait Mondrian et la sculptrice brésilienne Maria Martins, laquelle acheta Broadway Boogie-Woogie pour 800 dollars, avant de l'offrir, la même année et de façon anonyme, au MoMA. Selon Harry Cooper, bien que Mondrian fût conscient de l'avancée que représentait Broadway Boogie-Woogie, il n'était pas entièrement satisfait de son tableau, estimant qu'il était affaibli par la prédominance de la couleur jaune.